# Mikoyan-Gurevich DIS
O Mikoyan-Gurevich DIS (em russo:  Дальний истребитель сопровождения/ Dalnij Istrebitel' Soprovozhdenya – "caça de escolta de longo-alcance") foi um protótipo de caça de escolta soviético da Segunda Guerra Mundial. A designação MiG-5 foi reservada para a versão de produção da aeronave. 
Os projetos contemporâneos que competiam com o DIS na URSS eram o Grushin Gr-1, o Polikarpov TIS e o Tairov Ta-3.
Foi também projetado para futuros desenvolvimentos de versões de reconhecimento e bombardeiro, planos que foram cancelados após a invasão alemã em Junho de 1941. O projeto foi cancelado pela falha de seu motor pretendido, o Mikulin AM-37, e seu desempenho não era satisfatório quando um segundo protótipo foi construído posteriormente com motores radiais M-82. Foi cancelado em 1943 após no mínimo dois protótipos terem sido construídos.

## Projeto e desenvolvimento
O NKAP (Narodnyy komissariat aviatsionnoy promyshlennosti— Ministério Popular da Indústria Aeronáutica) fez um pedido em 7 de Outubro de 1940 que o OKO (opytno-konstrooktorskiy otdel— Departamento de Projetos Experimentais) da Fábrica (Zavod) nº 1, que posteriormente se tornaria a OKB Mikoyan-Gurevich iniciasse os trabalhos em um caça de escolta de assento único bimotor de longo alcance, que utilizaria o motor AM-37 sob desenvolvimento pela Mikulin. Solicitou também que as especificações, além do modelo, estivessem prontos para discussão no dia 12 de Novembro daquele ano. Três dias depois, solicitaram à Mikoyan e Gurevich a produção de três protótipos para testes do estado, prontos em 1 de Agosto, 1 de Setembro e 1 de Novembro de 1941. Após a reunião, a NKAP aumentou seus requisitos para que a aeronave pudesse ser utilizada como bombardeiro, torpedeiro, reconhecimento e interdição.
Um monoplano bimotor de asa baixa e com dois estabilizadores verticais, o DIS era de construção mista. A seção frontal era produzida com duralumínio, a seção média era monocoque de madeira e a seção traseira era de tubos de aço cobertos com duralumínio. Os dois estabilizadores verticais eram de madeira e possuía um estabilizador horizontal de incidência variável operado eletricamente. Os profundores tinham estrutura de duralumínio, mas cobertos com tela. A asa de duas longarinas era construída em três partes. A seção central era de metal, enquanto que os painéis externos eram de madeira com ailerons de madeira entelada, com flaps "Schrenk". A asa tinha slats ao longo de dois terços de sua envergadura. O trem de pouso principal retraía para as naceles dos motores e a bequilha para a fuselagem. Os motores Mikulin AM-37 eram instalados sob a asa, com os radiadores de óleo montados em painéis na asa. As entradas de ar para os turbocompressores dos motores eram localizados no bordo de ataque. Foi também instalado um painel de vidro sob o nariz da aeronave para aumentar a visibilidade para baixo do piloto,, sendo protegido por uma blindagem de 9mm na frente, atrás laterais e sob seu assento. A capacidade de combustível era de 1.920 litros em dois tanques protegidos atrás do piloto e outros quatro na asa.
O DIS seria armado com um canhão automático de 23mm VYa com 200 cartuchos sob o nariz, mas a VVS preferia o canhão Taubin MP-6. O DIS utilizaria dois destes com 120 cartuchos cada, mas provou não ser bem-sucedido em aeronaves, sendo revertidos ao canhão original VYa. Cada raiz de asa teria uma metralhadora sincronizada Berezin UBS de 12.7mm com 300 cartuchos cada, montados abaixo de um par de metralhadoras ShKAS de 7.62mm com 1.000 cartuchos cada. As armas podiam ser removidas e bombas de até 1.000 kg ou um torpedo poderia ser carregado em seu lugar.

### Testes em voo
O primeiro protótipo, com a desginação interna de T, fez seu voo inaugural em 11 de Junho de 1941. Nos testes iniciais de voo, conduzidos pelo fabricante entre 1 de Julho e 5 de Outubro, foi um desapontamento o fato da aeronave atingir uma velocidade de apenas 560 km/h (302 kn) a 7 500 m (24 600 ft), 104 km/h (56,2 kn) mais lento que o estimado. As hélices tripá AV-5L-114 com 3,1 metros foram trocadas por quadripás AV-9B-L-149 de mesmo tamanho e a instalação do motor foi redesenhada, após testes em túnel de vento feitos pelo TsAGI revelando que os acessórios do motor desenhados de forma incorreta era uma grande causa de excesso de arrasto Após algumas modificações, a aeronave atingiu uma velocidade de 610 km/h (329 kn) a uma altitude de 6 800 m (22 300 ft). O tempo para atingir 5 000 m (16 400 ft) foi de 5,5 minutos. Mesmo com as melhorias, o LII (Lyotno-Issledovatel'skiy Institoot — Instituto de Pesquisa de Voo) não recomendou sua produção, mas que o desenvolvimento e os testes deveriam continuar. O avanço alemão em Moscou em Outubro de 1941 forçou o Instituto e o DIS evacuar Kazan enquanto que o OKO e sua fábrica foram deslocados para Kuibyshev. Pelo fato do AM-37 não ter entrado em produção, o projeto foi atrasado temporariamente.
O OKO, junto com todos os outros projetistas de aeronaves, foram direcionados para utilizar os motores radiais Shvetsov ASh-82 como um motor adicional para seus produtos em Maio de 1941, mas a evacuação parou a produção desta versão, conhecida internamente como IT e não havia sido construída até o outono de 1942. Além dos motores, diferenciava-se da versão T em pequenos detalhes. O cone da cauda era cortado verticalmente para servir como um freio aerodinâmico e o armamento consistia de dois canhões VYa no nariz com 150 cartuchos cada e quatro metralhadoras Berezin UBK montadas nas raízes da asa. Fez seu primeiro voo em 28 de Janeiro de 1943, demonstrando uma velocidade de 604 km/h (326 kn) e um tempo de 6,3 minutos para atingir 5 000 m (16 400 ft). Os testes foram interrompidos em 10 de Fevereiro quando os carburadores tiveram que ser enviados para o TsIAM (Tsentrahl'nyy Institoot Aviatsionnovo Motorostroyeniya — Instituto Central de Motores Aeronáuticos) para ajustes. Haviam problemas contínuos com estes e atrasaram todo o projeto até que foi cancelado em Outubro de 1943.
A designação MiG-5 foi reservada para a versão de produção desta aeronave, como demonstrado na ordem do NKAP de 2 de Outubro de 1941, que instruía a Zavod nº 1 a iniciar a fabricação do MiG-5 após o término dos testes de aceitação do estado. Outras designações conhecidas para a aeronave incluíam a DIS-200 e Idzeliye 71, sua designação de fábrica. A versão de bombardeiro, se entrasse em produção, poderia ter sido conhecida como MiG-2.
Sabe-se que dois protótipos foram construídos, mas alguns relatos sugerem que outros também foram construídos. O pedido original pedia três aeronaves e foi emendado posteriormente para duas aeronaves adicionais com motores M-82. Algumas fontes citam datas de primeiro voo das últimas duas versões em Janeiro de 1942 e 15 de Outubro de 1941, que pode ser um indicativo de que as últimas duas aeronaves foram construídas, ou pode ser apenas erros de escrita.

## Variantes
- DIS – designação básica
- DIS-T – protótipo inicial com dois motores Mikulin AM-37 com 1.400 hp cada;
- DIS-IT – segundo protótipo com dois motores radiais Shvetsov M-82F com 1.700 hp cada; outras pequenas revisões adicionadas para melhorar o desempenho.
- MiG-5 – designação das Forças Aéreas Soviéticas para a versão de produção (não utilizada).